# Benjamin Lincoln Robinson
Benjamin Lincoln Robinson ( 8 de noviembre de 1864, Bloomington, Illinois - † 27 de julio de 1935, Jaffrey, Nuevo Hampshire) fue un botánico y micólogo estadounidense. Era hijo de James Harvey y de Latricia Maria Drake, el menor de ocho hermanos.
Hasta los diez estudió con sus padres y luego seis años en la Escuela Pública. Y luego estudia en el "Illinois Normal School". Para posteriormente ingresar a la Universidad de Harvard. Se gradúa M.Sc. en Botánica. Y en 1887, ya casado con Margaret Louise Casson, viajan a Europa y se inscirbe en la Universidad de Estrasburgo, siempre en Botánica, obteniendo su Ph.D. en 1889. Retornando a Cambridge en 1890, pasando a ser asistente de Sereno Watson, el Curador del Herbario Gray, de Harvard U. Los Robinsons entran en Cambridge con entusiasmo por la cultura germánica y de 1891 a 1894, conduce un curso en Harvard en idioma alemán científico.
Fue Director del Herbario Gray de la Harvard University en Cambridge, Massachusetts.

## Algunas publicaciones
- 1887. Notes on the Genus Taphrina. Ann. Bot. i. 163-176
- 1889. Beitriige zur Kenntniss der Stammanatomie von Phytocrene macrophylla. 131. Bot. Zeitung, xlvii. 645-657, 661-671, 6/7-685, 693-701, pi. 10. Estrasburgo. Disertación inaugural) 1-22, pi.
- 1890. On the Stem-structure of lodes tomentella Miq. and Certain Other Phytocreneae. Ann. Jard. Bot. Buitenzorg, viii. 95-121, pi. 18, 19
- 1891. Descriptions of New Plants, chiefly Gamopetalae, collected in Mexico by C.G. Pringle in 1889 and 1890. Proc. Amer. Acad. xxvi. 164-176 (Contrib. Gray Herb. i.).314
- New Plants collected by W.G. Wright in Western Mexico. Bot. Gaz. xvi.340-342
- Silphium laciniatum L. Ibid. 114, 115
- Two New Plants from the Cascade Mountains. Ibid. 43-45, pi. 6
- Two Undescribed Species of Apodanthes. Ibid. 82-84, pi. 9
- [Revis.] The Missouri Botanical Garden, St. Louis, 1890. Ibid. 336
- 1893 [con Henry E.Hason Seaton.] Additions to the Phaenogamic Flora of Mexico discovered by C. G. Pringle in 1891-92. Proc. Amer. Acad. xxviii. 103-115 (Contrib. Gray Herb. iii.).George Vasey. Ibid. 401-403
- The North American Sileneae and Polycarpeae. Ibid. 124-155 (Contrib. Gray Herb. v.)
- [con H.E. Seaton.] Two New Plants from Washington. Bot. Gaz.xviii. 237, 238
- The Herbarium. Ann. Rep. of the President & Treasurer of Harvard College, 1891-1892. 161-163
- 1894. Descriptions of New and hitherto Imperfectly Known Plants Collected in Mexico by C. G. Pringle in 1892 and 1893. Proc. Amer. Acad. xxix. 314-325 (Contrib. Gray Herb, vi. en parte)
- Miscellaneous Notes & New Species. Ibid. 327-330 (Contrib. GrayHerb, vi. en parte)
- Notes upon the Genus Galinsoga. Ibid. 325-327 (Contrib. Gray Herb, vi. en parte)
- The North American Alsineae. Ibid. 273-313 (Contrib. Gray Herb, vi. en parte)
- [Con Jesse More Greenman.] Further New & Imperfectly Known Plants collected in Mexico by C. G. Pringle in the Summer of 1893.Ibid. 382-394 (Contrib. Gray Herb. vii.)
- [Con Merritt Lyndon Fernald.] New plants collected by Messrs. C. V.Hartman & C. E. Lloyd upon an Archaeological Expedition to North-western Mexico under the Direction of Dr. Carl Lumholtz. Ibid. xxx. 114-123 (Contrib. Gray Herb. viii)
- The Herbarium. Ann. Rep. of the President & Treasurer of Harvard College, 1892-93. 179-182
- 1895. The Nomenclature Question. On the application of "once a synonymalways a synonym" to binomials. Bot. Gaz. xx. 261-263.316
- The Nomenclature Question. A further discussion of the Madison rules.Ibid. 370-371
- On the "List of Pteridophyta and Spermatophyta of Northeastern America" prepared by the Nomenclature Committee of the Botanical Club. Ibid. 97-103
- [Con J.M. Greenman.] On the Flora of the Galapagos Islands as shownby the Collection of Dr. G. Baur. Amer. Journ. Sci. ser. 3, 1. 135-149(Contrib. Gray Herb, ix., en parte)
- [Con J.M. Greenman.] Miscellaneous New Species. Ibid. 175, 176 (contrib. Gray Herb, ix. en parte)
- [Con J.M. Greenman.] New & Noteworthy Plants chiefly from Oaxaca collected by Messrs. C. G. Pringle, L.C. Smith & E.W. Nel-son. Ibid. 150-168 (contrib. Gray Herb, ix., en parte)
- [Con J.M. Greenman.] A Synoptic Revision of the Genus Lamourouxia. Ibid. 169-174 (Contrib. Gray Herb, ix., en parte)
- Synoptical Flora of North America. Vol. I. Fascicle i; by Asa Gray & Sereno Watson. Continuada y editada × Benjamin Lincoln Robinson,i-ix & 1-208
- The Herbarium. Ann. Rep. of the President & Treasurer of Harvard College, 1893-94. 179-182
- [Con J.M. Greenman.] A New Genus of Sterculiaceae and Some OtherNoteworthy Plants. Bot. Gaz. xxii. 168-170
- [Con W. Deane.] A New Viburnum from Missouri. Tbid. T66, 167,pi. 8
- Notes on Two Species of Brassica. Ibid. 252, 253
- The Fruit of Tropidocarpum. Erythea, iv. 109-119, pi. 3
- [Con Hermann von Schrenk.] Notes on the Flora of Newfoundland. Canad. Rec. Sci. vii. 3-31
- Nymphaea tetragona Georgi. Garden and Forest, ix. 134, fig. 16
- [Con J.M. Greenman.] Descriptions of New or Little Known Phanerogams chiefly from Oaxaca. Proc. Amer. Acad. xxxii. 34-51 (Contrib. Gray Herb, x., en parte)
- [Con J.M. Greenman.]  A Provisional Key to the Species of Porophyllum ranging north of the Isthmus of Panama. Ibid. 31-33 (Contrib. Gray Herb, x. en parte)
- [Con J.M. Greenman.] Revision of the Mexican and Central American Species of the Genus Calea. Ibid. 20-30 (contrib. Gray Herb, x. en parte) [con J. M. Greenman.]
- Revision of the Genus Tridax. Ibid. 1-10 (Contrib. Gray Herb, x., en parte) [con J.M. Greenman]
- A Revision of the Genus Zinnia. Ibid. 14-20(Contrib. Gray Herb, x., en parte) 317
- [Con J.M. Greenman.]. Synopsis of the Mexican % AmericanSpecies of the Genus Mikania. Ibid. 10-13 (contrib. Gray Herb, x. en parte)
- The Herbarium. Ann. Rep. of the President & Treasurer of Harvard College, 1894-95. 189-193
- Case of Ecblastesis and Axial Prolification in Lepidium apetalum. Ibid. xxiv. 209-212, pi. 9
- The Official Nomenclature of the Royal Botanical Garden & Museum of Berlin. Ibid. 107
- [Con W. Deane.] Viburnum Demetrionis. Ibid. 436
- The Publication of New Binomials in Works of Composite Authorship. Erythea, v. 127, 128

## Honores

### Epónimos
Género
- Robinsonella Rose & Baker f. de la Familia (biología)|familia]] de las Malváceas

- La abreviatura «B.L.Rob.» se emplea para indicar a Benjamin Lincoln Robinson como autoridad en la descripción y clasificación científica de los vegetales.[1]